# Текоа
Текоа (Ткоа) (івр. תקוע) — велике ізраїльське поселення засноване у 1975 році на Західному Березі річки Йордан. Розташоване в 16 км. на південь від столиці Ізраїлю — міста Єрусалима, та у 20 км. від Хеврона. Відноситься до регіональної ради Гуш-Еціон.

## Положення
Поселення Текоа розташоване близько 16 км на південь від столиці Ізраїлю — міста Єрусалима, та 10 км південніше Вифлеєма. Текоа також розташоване на висоті 670 м над рівнем моря, на хребті, оточеному з трьох боків ущелиною Текоа. З усіх сторін місто оточене територією Палестинської автономії. На південь від поселення розташоване арабсько-палестинське однойменне селище (араб. تقوع, туку) з бл. 9-ти тисячним населенням. Руїни поселення у цьому районі вказують на згадане у Біблії юдейське місто Текоа, яке укріпив цар Ровоам, та місто з якого походив пророк Амос.

## Розширення території поселення
Поселення було засноване у 1975 році як зовнішній пост Нахалю та передано цивільним у 1977 році.
31 січня 2013 року Міністерство оборони Ізраїлю оголосило про будівництво в Текоа 200 нових будинків. Організація Peace Now, вимагає припинити будівництво єврейських поселень на Західному березі річки Йордан, не погоджується з рішенням про будівництво.